# Sint-Jozefscollege (Izegem)
Het Sint-Jozefscollege is een middelbare school in de Belgische stad Izegem. De school biedt de 2de en 3de graad Algemeen Secundair Onderwijs. In 2006 werd de kaap van 600 leerlingen overschreden. De school maakt deel uit van de Prizma scholengemeenschap, met daarin ook het Vrij Technisch Instituut Izegem.

## Geschiedenis
Het Sint-Jozefscollege ontstond in 1867 als gratis lagere school voor jongens. Deze werd opgericht door Joseph de Pélichy, een in Brugge geboren baron die in de Avé Maria woonde. Zijn familie heeft altijd het katholiek onderwijs gesteund.
In 1877 werd Izegem op de vingers getikt als de enige Belgische stad die geen middelbare school had. Het duurde echter nog tot 1894 voor er twee klassen ingericht werden voor het middelbaar onderwijs.

## Oud-studenten
- Geert Bourgeois, N-VA-politicus
- Jean-Pierre De Clercq, voormalig burgemeester van Ingelmunster
- Kurt Priem, priester
- Willy Spillebeen, auteur
- André Vandewalle, historicus
- Luc Vansteenkiste, voormalig voorzitter VBO
- Yves Vercruysse, voormalig burgemeester van Ingelmunster
- Björn Soenens, hoofdredacteur VRT-journaal
- Benjamin Declercq, profwielrenner bij Sport Vlaanderen-Baloise
- Geert Pattijn, uitbater Herberg B&B Boerenhol

Bart Staes, voormalig Europees Parlementslid 1999-2019